# Crotalaria assamica
Crotalaria assamica är en ärtväxtart som beskrevs av George Bentham. Crotalaria assamica ingår i släktet sunnhampor, och familjen ärtväxter. IUCN kategoriserar arten globalt som livskraftig. Inga underarter finns listade i Catalogue of Life.

## Bildgalleri

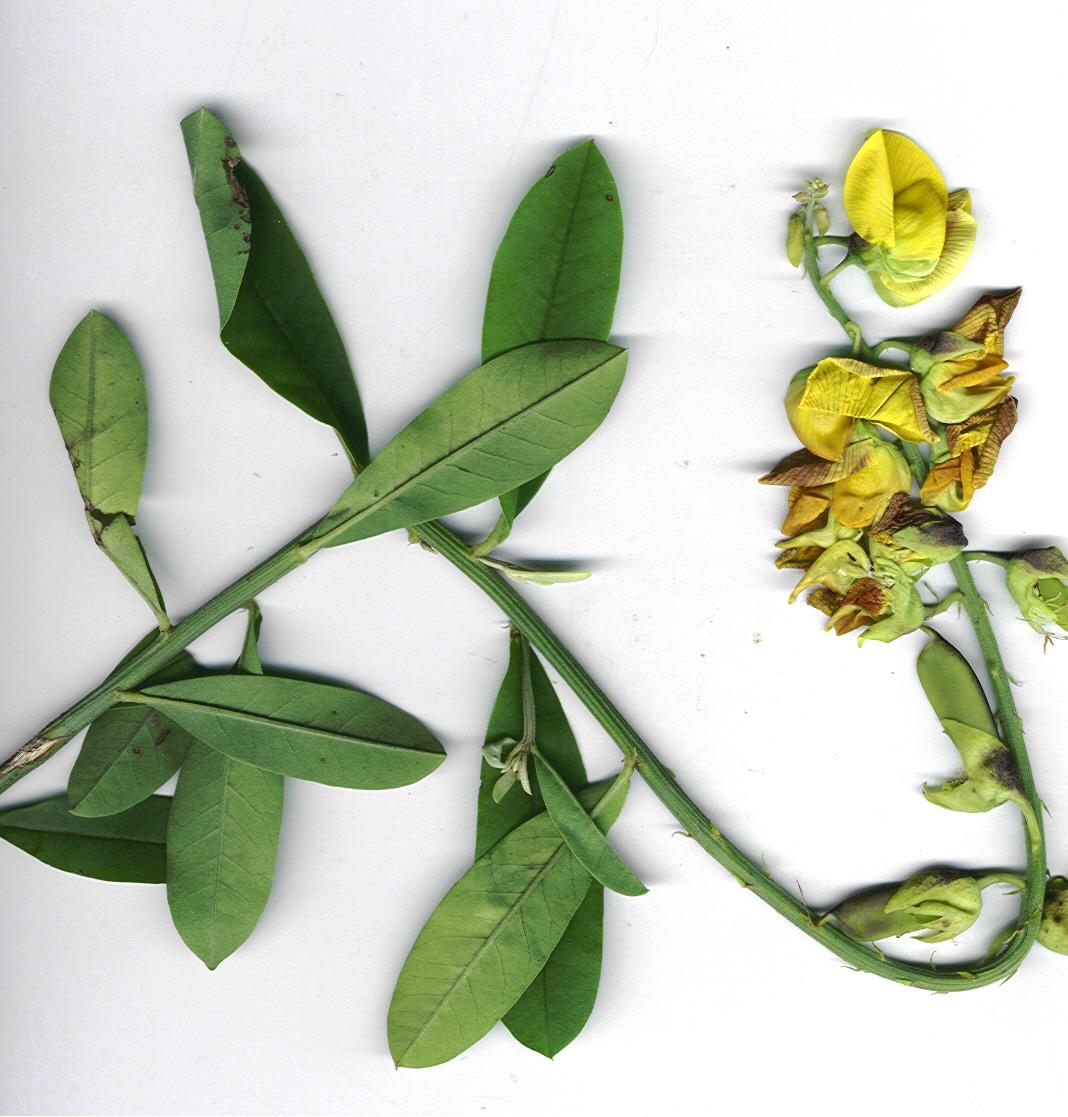
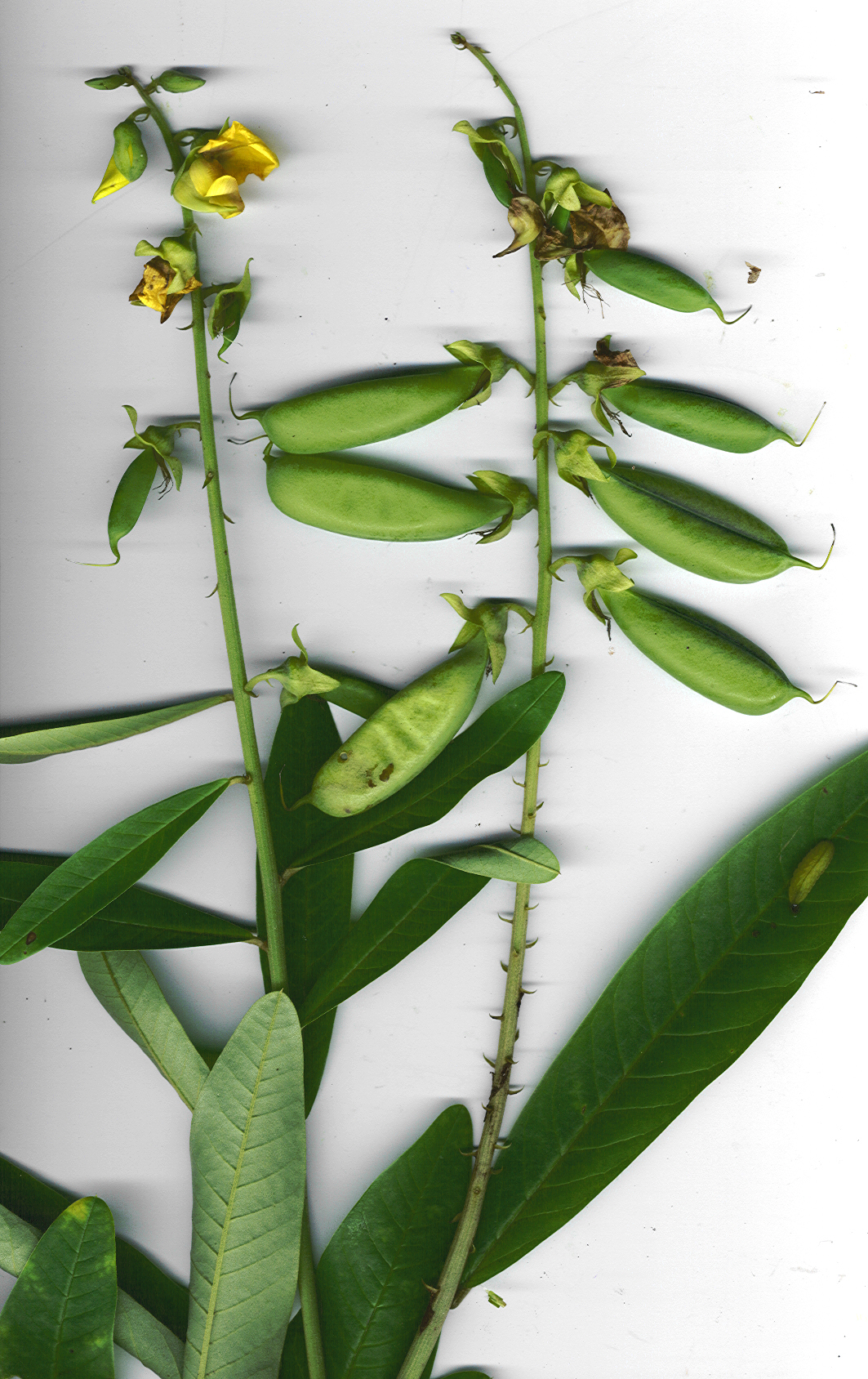
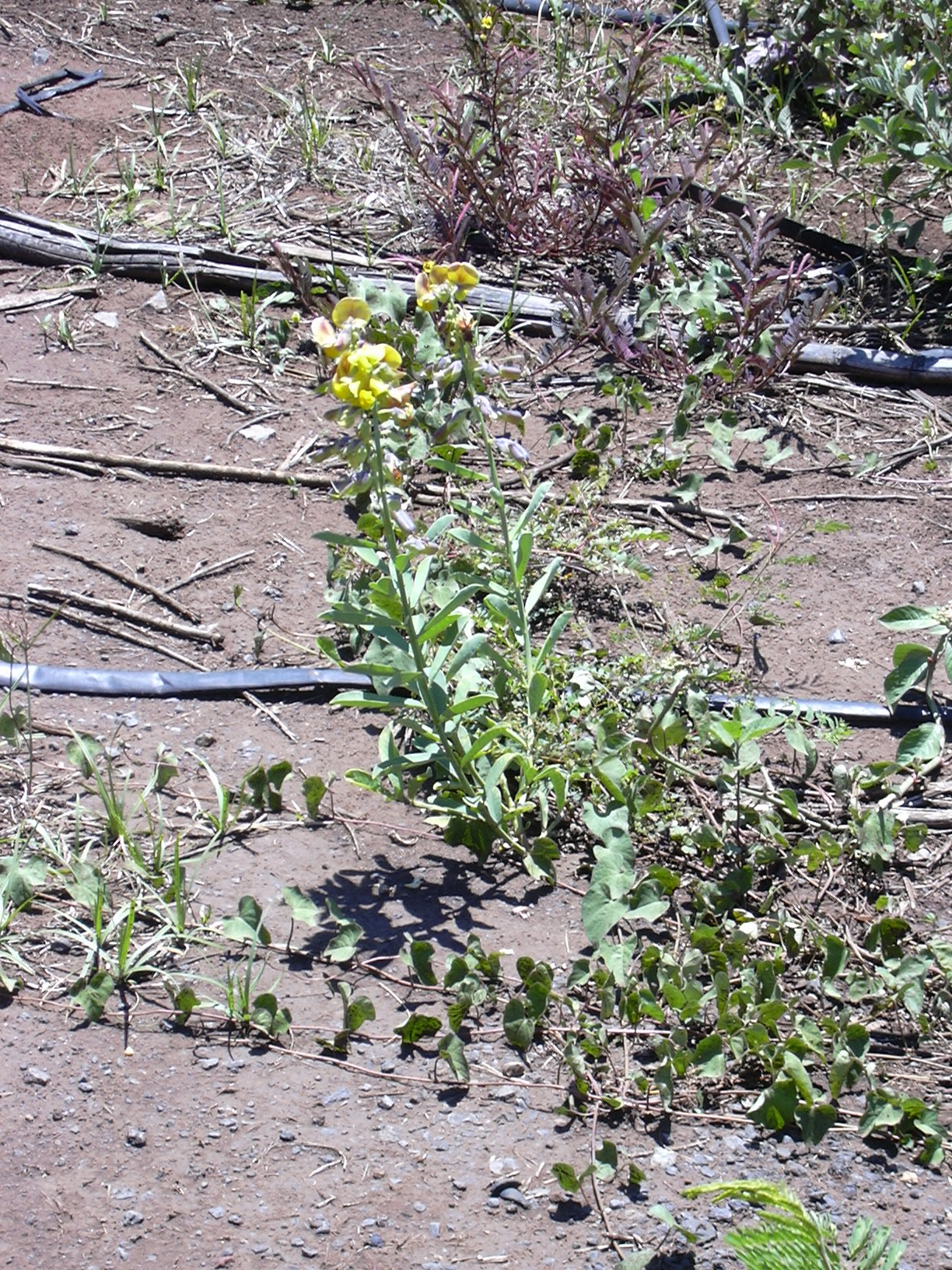
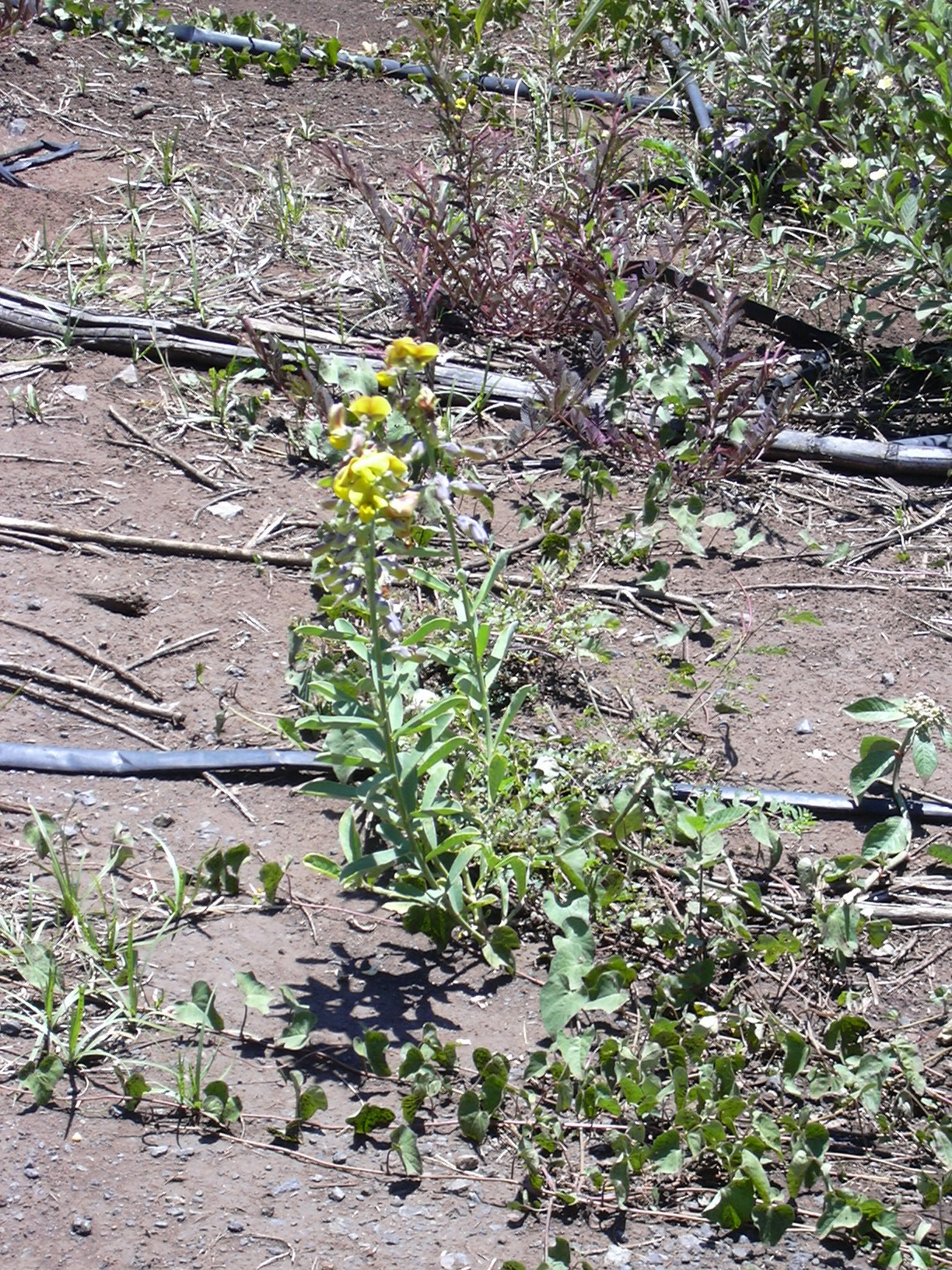